# ステファンの五つ子銀河
ステファンの五つ子銀河(Stephan's Quintet)は、ペガスス座の方角に見える近接した5つの銀河である。そのうちの4つは、初めて発見されたコンパクト銀河群である。1877年にマルセイユ天文台でエドゥアール・ステファンが発見した。最も研究されたコンパクト銀河群である。最も明るいNGC 7320は、広いHII領域を持つことで知られ、赤色の染みの部分では、活発な星形成が行われている。

## 概要
これらの銀河は、激しい衝突のために興味を持たれている。5つのうちの4つの銀河は、ヒクソン・コンパクト銀河群92として物理的に結びついている。1970年代初頭に行われた電波による観測で、この領域の銀河間空間に謎の輝線フィラメントが存在することが明らかとなった。この同じ領域で、可視光スペクトルで緑色に見える電離水素原子の弧も検出された。最近では、2つの宇宙望遠鏡が、奇妙なフィラメントの性質について新しい洞察を提供しており、現在は、NGC 7318Bが時速数百万マイルの速度で銀河群の中心に落ち込んでいく際に発する巨大な銀河間の衝撃波であると考えられている。

## X線源
NGC 7318Bが銀河群のガスと衝突すると、銀河系よりも大きな巨大な衝撃波が銀河間の媒質に広がり、ガスを数百万度に加熱して、チャンドラ等で観測されるX線を放出する。

## 水素分子放射
恐らくより予想外だったのは、スピッツァー宇宙望遠鏡によって、衝撃波の中に非常に強い水素分子の赤外線放射が発見されたことである。この水素分子放射は、これまで観測された中で最も激しい水素分子の形成であり、最も強い放射は前掲の画像の緑色の領域の中心付近に由来する。この現象は、カリフォルニア工科大学の科学者が率いる、オーストラリア、ドイツ、中国が加わる国際チームによって発見された。衝突からの水素分子の検出は、水素分子が非常に壊れやすく、衝撃波の中で容易に壊れてしまうため、当初は予期されていなかった。しかし、衝撃波面が銀河群の中心のような濃度の高い媒質の中を移動すると、乱流層に多くの小さな衝撃波が形成され、これによって水素分子が生き残ることができる可能性がある。衝撃波の中の水素分子は、初期宇宙にも存在したと考えられるため、この衝突は、140億年前の宇宙の始まりの時に何が起こったかを見せてくれている。

## 赤方偏移
また興味深いことに、NGC 7320は小さな赤方偏移(790 km/s)を示すが、他の4つは大きな赤方偏移(6600 km/s)を示す。銀河の赤方偏移は距離に比例するため、他が地球から2億1000万から3億4000万光年離れているのに対し、NGC 7320は3900万光年以内の前面にあると考えられている。

## メンバー

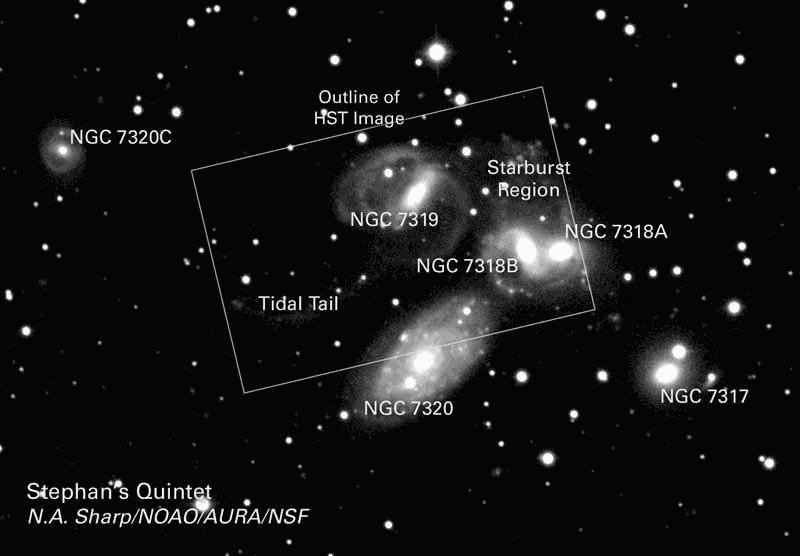

ステファンの五つ子銀河を構成する5つの近接した銀河は、NGC 7317、NGC 7318A、NGC 7318B、NGC 7319、NGC 7320である。しかし、NGC 7320は約4000万光年離れた位置にあり、他が約2億9000万光年離れているのに対してかなり近く、ヒクソン・コンパクト銀河群には含まれない。6番目の銀河であるNGC 7320Cは、ヒクソン銀河群と近い赤色偏移を持ち、NGC 7319と繋がっているように見える潮汐尾を持つため、恐らくヒクソン・コンパクト銀河群に属すると考えられている。
| 名前                  | 型           | R.A. (J2000)  | Dec. (J2000) | 赤方偏移 (km/s) | 視等級 |
| --------------------- | ------------ | ------------- | ------------ | --------------- | ------ |
| NGC 7317              | E4           | 22h 35m 51.9s | +33° 56′ 42″ | 6599 ± 26       | +14.6  |
| NGC 7318A (UGC 12099) | E2 pec       | 22h 35m 56.7s | +33° 57′ 56″ | 6630 ± 23       | +14.3  |
| NGC 7318B (UGC 12100) | SB(s)bc pec  | 22h 35m 58.4s | +33° 57′ 57″ | 5774 ± 24       | +13.9  |
| NGC 7319              | SB(s)bc pec  | 22h 36m 03.5s | +33° 58′ 33″ | 6747 ± 7        | +14.1  |
| NGC 7320C             | (R)SAB(s)0/a | 22h 36m 20.4s | +33° 59′ 06″ | 5985 ± 9        | +16.7  |

## その他の画像

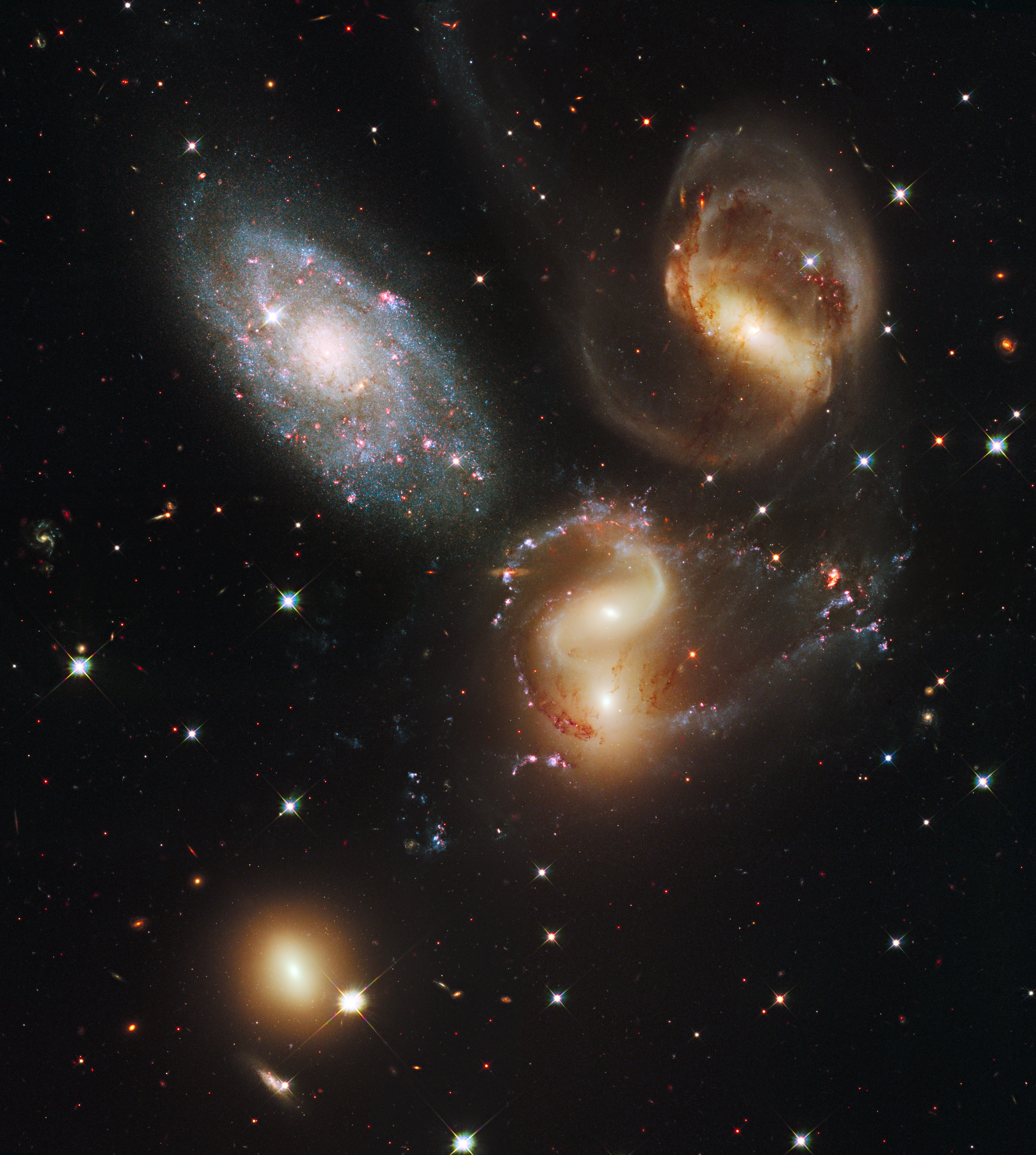
ハッブル宇宙望遠鏡, 2009年7月
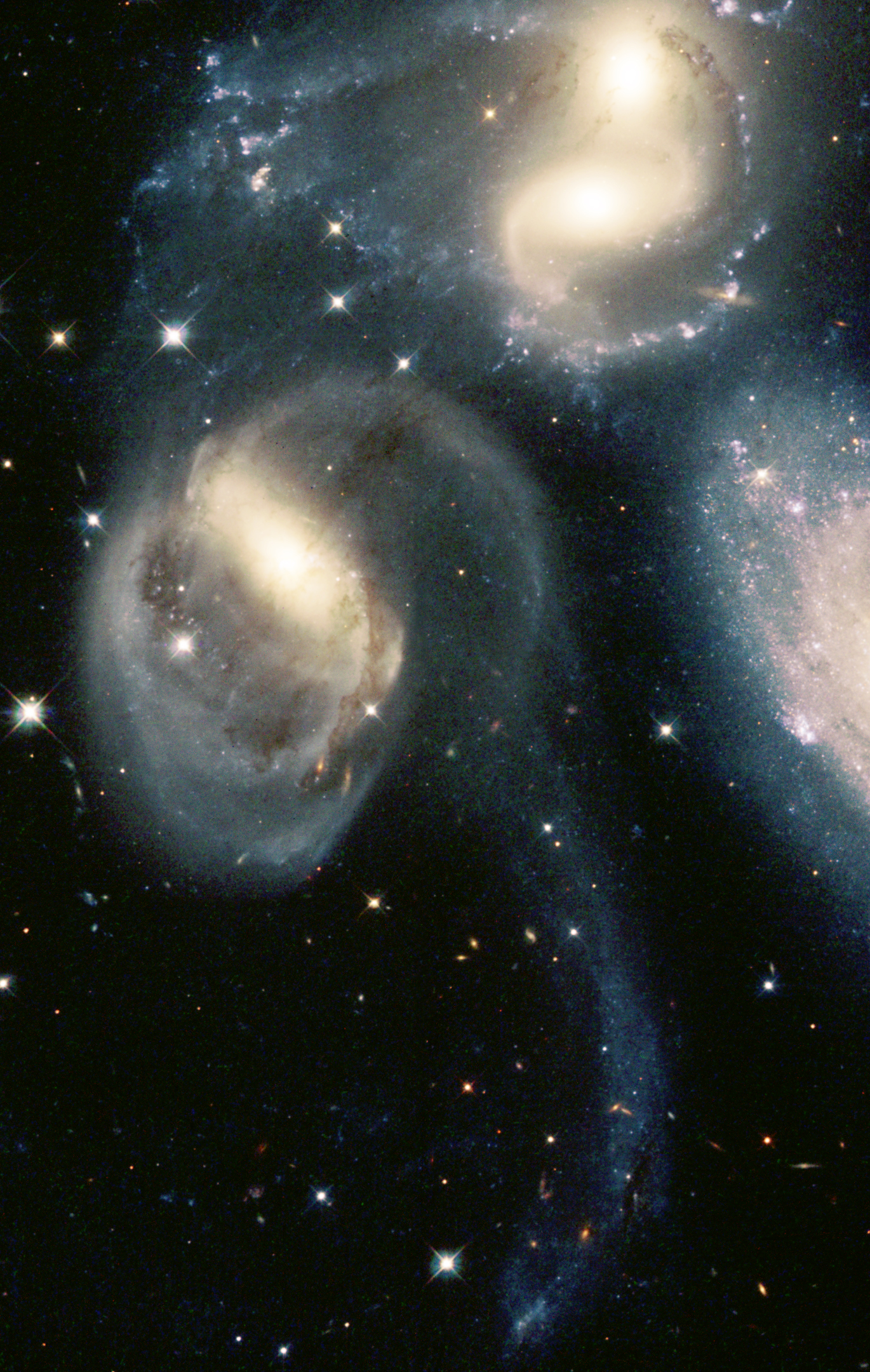
ハッブル宇宙望遠鏡, 1998年-99年 Credits: NASA/ESA